# イデア (芸能プロダクション)
イデア（IDEA）は、東京都港区南青山に本社を置く芸能プロダクション。
株式会社インセントの関連会社として、主にモデルマネジメントを行っている。

## 所属モデル
- 田波涼子
- 高垣麗子
- 理絵
- 内田ナナ
- 野沢和香
- ビビアーニ大野
- EMI
- 森貴美子
- 平野由実
- 菅原沙樹
- 森絵里香
- 佐藤飛鳥
- 大出千尋
- 古川美有
- エミ・レナータ
- 島村まみ
- 神田咲実
- 佐藤純
- 岩上陽子
- 清水あき
- 飯田亜希子
- 徳田いずみ
- 佐藤幸子
- くしまゆうこ
- 斎藤夏美
- 高橋絵美
- 松井由貴美
- タヤネ
- ジュリア
- すみれソフィ
- 藤井アルダ
- カシア
- 桜井裕美
- 真利奈
- 愛可
- ナオ
- 佐藤弥生
- 肥野竜也
- 瀬畑茉有子
- オードリー亜谷香
- 西脇梨紗
- 樋口柚子
- 小山莉奈
- 神山まりあ
- 岩﨑名美
- 熊江琉唯
- 東野佑美
- 菊川リサ
- 宮澤成良
- 木津レイナ
- 熊澤枝里子
- エミ・ペイン
- 勝木友香
- Atsushi
- 川原美杏

### 過去の所属者
- 菊池亜希子
- 佐藤ミケーラ倭子
- 汐見麻佑子
- 望月リカ
- 山田みお
- 高木希
- 中村歩加（元NGT48）
- 大平有沙
- 菅井悦子

## グループ会社
- インセント
- イリューム
- エムシーエム